# Siostry (powieść)
Siostry (ang. The Sisters) – trzecia rozpoczęta i jedyna niedokończona z przyczyn naturalnych powieść Josepha Conrada. Zachowany fragment, liczący około 40 stron maszynopisu i składający się z siedmiu krótkich rozdziałów, został opublikowany pośmiertnie w Stanach Zjednoczonych w 1928 z przedmową Forda Madoksa Forda. Polskie tłumaczenie wydał w 1967 Państwowy Instytut Wydawniczy w przekładzie Wita Tarnawskiego z posłowiem Kazimierza Wyki.

## Historia wydania
Conrad rozpoczął pisanie Sióstr bezpośrednio po zakończeniu swej drugiej powieści, Wyrzutek, pod koniec 1895. W przeciwieństwie do dwóch pierwszych akcja miała rozgrywać się współcześnie w Europie. Niestety, pisarz nie poradził sobie ze zmianą tematyki i po negatywnej opinii krytyka literackiego Edwarda Garnetta zarzucił ją na zawsze i wrócił do tematyki marynistycznej. 
Pewne wątki poruszone w Siostrach odnalazły się później w powieści Złota strzała (1919): tu też bohaterkami są dwie siostry Baskijki o takich samych imionach: Rita i Teresa, wychowywane przez surowego wuja. 

## Fabuła
W zachowanych fragmentach autor zarysowuje dwa oddzielne wątki: wspomnianych baskijskich sióstr sierot, z których jedną wychowuje w Paryżu wuj; początek zaś to opowieść o młodym malarzu z Rosji, wędrującym po Europie i osiedlającym się w końcu w Paryżu. 

## Recepcja
Powieść jest mało znana i uznawana za słabą. Krytycy oceniają, że osoba głównego bohatera jest scharakteryzowana ogólnikowo, banalnie, stereotypowo i niewyraźnie. Zdzisław Najder pisze, że język powieści „razi wyszukaną retoryką”, a styl jest „wysilony i pełen frazesów”. Albert Guerard uważa, że początek powieści wygląda jak naiwna młodzieńcza autobiografia, i pisarz zarzucił ją oceniwszy jako nieudolną. Z kolei Thomas Moser twierdzi, że Conrad nigdy nie umiał sobie poradzić z opisywaniem tradycyjnie pojmowanej miłości między dwojgiem ludzi z kręgu kultury europejskiej. Natomiast polski krytyk, Kazimierz Wyka w szkicu Wyspa na polskiej zatoce (1965), uznaje powieść za utwór wybitny, wpisujący się w polską tradycję romantyczną. Najder tłumaczy ten dysonans znakomitym przekładem Wita Tarnowskiego, który „jest wyraźnie lepszy od oryginału”.